# Samtamt Oldenburg
Das Samtamt Oldenburg war ein Amt in Ostwestfalen, das von 1358 bis zum Beginn des 19. Jahrhunderts vom Hochstift Paderborn und der Grafschaft Lippe (ab 1789 Fürstentum Lippe) gemeinsam verwaltet wurde. Das Gebiet des Amtes gehört heute zum Kreis Höxter in Nordrhein-Westfalen.

## Geographie
In einer Entfernung von etwa 20 km westlich des Weserabschnittes zwischen Höxter und Holzminden erstreckte sich das Gebiet des Amtes im Norden des Oberländer Landes. Im Osten grenzte das Amt an das Territorium des Stift Corvey. Die Süd- und Westgrenze bildete das Gebiet des Bistums Paderborn und an seiner Nordgrenze lag die Grafschaft Lippe.
Seinen Namen erhielt das Amt Oldenburg von der um 1100 erbauten Oldenburg. Von dieser Burg steht heute nur noch ein im Jahre 1373 von den Freiherren von Oeynhausen errichteter viergeschössiger Wohnturm.
Er erhebt sich auf einer Anhöhe über der Straße, die vom Dorf Kollerbeck zur etwa 2 km entfernten Abteikirche Marienmünster führt. Dieser Turm wird heute privat bewohnt. Die Freiherren von Oeynhausen lebten bis ins 16. Jahrhundert auf der Oldenburg. Danach bewohnten sie ca. 3 km westlich, beim Dorf Sommersell, am Bach Greve das Gut Grevenburg als neuen Familiensitz.
Der Westen des Amtes Oldenburg ist Teil der fruchtbaren Lößlandschaft der Steinheimer Börde, während der östliche Teil zum Lipper Bergland gehört, das von der kahlen Kuppe des 497 m hohen Köterberges überragt wird.

## Geschichte
1802 kam das Amt Oldenburg an Preußen. Statt der paderbornisch-lippischen Samtherrschaft bestand nun bis 1807 eine preußisch-lippische. 1807 fiel das Samtamt an das Königreich Westphalen und wurde auf dessen Kantone Nieheim und Vörden aufgeteilt. Das ehemalige Amtsgebiet fiel 1816 an den neuen Kreis Höxter in der preußischen Provinz Westfalen. Heute gehört das ehemalige Amtsgebiet zu den Städten Marienmünster, Nieheim und Steinheim im Kreis Höxter.

## Territorium
Zum Amt Oldenburg gehörten
- die Dörfer Born, Bremerberg, Eilversen, Entrup, Eversen, Hohehaus, Kleinenbreden, Kollerbeck, Löwendorf, Münsterbrock, Papenhöfen und Sommersell
- die Weiler Bönekenberg, Kariensiek, Langenkamp und Saumer
- die Abtei Marienmünster
- die Burg Oldenburg sowie
- die adligen Güter Grevenburg und Löwendorf.

## Herrschaft, Verwaltung und Gerichtswesen
Die Verwaltung der Samtherrschaft war außerordentlich kompliziert. Der Landesherr von „Oldenburg und Stoppelberg“ war seit der Fürstbischof von Paderborn. Die Bauerschaft Hagedorn hingegen hatte eine lippische Landeshoheit. Landesherrliche Einkünfte wurden nach einem bestimmten Schlüssel an das Stift und die Grafschaft (1789 Fürstentum) verteilt. Die Rechtsprechung erfolgte in erster Instanz gemeinschaftlich. In den Samtämtern Oldenburg und Stoppelberg hatte der paderbornische Amtmann den Vorsitz. In zweiter Instanz war die lippische Regierung zuständig. Kompetenzstreitigkeiten waren dabei vorprogrammiert. Polizeiangelegenheiten wurden wohl Samt-Jahr-Gericht behandelt. Es setzte sich aus dem paderbornischen Drosten und dem lippischen Landgogreven und je einem Amtman aus Paderborn und Lippe zusammen. Das Jahrgericht hat im 18. Jahrhundert in Münsterbrock und als „Stoppelbergisches Gericht“ vor dem Schlagbaum von Steinheim. Der Drost Friedrich Wilhelm Bruno von Mengersen vermerkte 1806, dass das Jahrgericht auch wie für das Samtamt Schwalenberg stets in Schwalenberg stattfand.
Der Amtmann von Oldenburg und Stoppelberg wurde vom paderbornischen Fürstbischof ernannt, die Unterbeamten (Richter, Vorsteher, Feldschützen) gemeinschaftlich mit dem lippischen Grafen/Fürsten.
Die Amtsdrosten waren bis zum Ende des Hochstifts meist die Herren von Mengersen zu Rheder:
- Burchard Bruno von Mengersen zu Rheder (1670–1730)
- Franz Joseph Maria von Mengersen zu Rheder (1705–1780)
- Clemens August Bruno von Mengersen zu Rheder (1742–1800)
- Friedrich Wilhelm Bruno von Mengersen zu Rheder (1777–1836)

## Kirchliche Struktur
Das Gebiet war römisch-katholisch. Kirchlich wurden die Gemeinden des Amtes von den vier Pfarreien Marienmünster, Sommersell, Steinheim und Vörden (Marienmünster) betreut. Zum Pfarrbezirk Marienmünster gehörten die 12 Dörfer des Amtes Oldenburg, die im Norden, Osten und in der Mitte des Amtes Oldenburg lagen. Dazu gehörten: Münsterbrock, Born, Bremerberg, Kollerbeck, Großenbreden, Kleinenbreden, Papenhöfen, Löwendorf, Hohehaus, Langenkamp, Bönekenberg und Saumer. Zur Pfarrei Sommersell gehörten die Orte Entrup, Eversen und Kariensiek. Die Kirchbücher von Marienmünster und Sommersell werden heute im Erzbistumsarchiv Paderborn aufbewahrt. Steinheim, obwohl selbst nicht im Amt Oldenburg gelegen, war für das Dorf Rolfzen im Amt Stoppelberg zuständig, die Kirchenbücher liegen in der Pfarrei St. Marien in Steinheim und Eilversen, im Südostzipfel des Amtes, wurde von St. Kilian in Vörden betreut, obwohl Vörden auch nicht zum Amt Oldenburg gehörte.
Bis 1874 gab es in Löwendorf, und wahrscheinlich im ganzen Amt Oldenburg, keine evangelischen Gemeinden. Der einzige Ort in der Umgebung, der evangelische Kirchenbücher vor 1680 hatte, war die St.-Kiliani-Gemeinde in Höxter (Beginn 1649).